# Lovro Majer
Lovro Majer (født 17. januar 1998) er en kroatisk professionel fodboldspiller, som spiller for Bundesliga-klubben VfL Wolfsburg og Kroatiens landshold.